# Algirdas Vaclovas Patackas
Algirdas Vaclovas Patackas, pseud. Algis Rudamina (ur. 28 września 1943 w Trokach, zm. 3 kwietnia 2015 w Kownie) – litewski polityk, inżynier i publicysta, poseł na Sejm Republiki Litewskiej, sygnatariusz Aktu Przywrócenia Państwa Litewskiego.

## Życiorys
Z wykształcenia inżynier technolog, ukończył w 1966 studia w Instytucie Politechnicznym w Kownie. Był pracownikiem naukowym (m.in. w Litewskiej Akademii Nauk), w latach 80. pracował w melioracji. Działał w opozycji niepodległościowej, był redaktorem podziemnych pism (m.in. „Lietuvos ateitis” i „Pastogė”), za co w latach 1986–1987 był więziony. W latach 90. został wykładowcą etyki i filozofii na Uniwersytecie Witolda Wielkiego, w Instytucie Politechnicznym i innych uczelniach. Po 2000 pracował także w placówkach podległych ministerstwom. Był autorem kilku książek publicystycznych poświęconych m.in. kwestiom transformacji.
W 1988 zaangażował się w działalność Sąjūdisu w Kownie. W 1990 uzyskał mandat deputowanego do Rady Najwyższej Litewskiej SRR, 11 marca 1990 złożył swój podpis pod Aktem Przywrócenia Państwa Litewskiego. W 1992 i w 1996 był wybierany do Sejmu (odpowiednio z ramienia Sąjūdisu i Litewskiej Partii Chrześcijańskich Demokratów), mandat sprawował do 2000. W wyniku wyborów parlamentarnych w 2012 Algirdas Vaclovas Patackas powrócił do Sejmu z ramienia nowego ugrupowania Droga Odwagi; zmarł w trakcie kadencji.

## Odznaczenia
- Medal Niepodległości Litwy – 2000[2]
- Medal Rady Bałtyckiej – 2011[3]